# Elpídio (rebelde)
Elpídio (em grego: Ἐλπίδιος) foi um aristocrata bizantino e um governador do Tema da Sicília que foi acusado de conspirar contra a imperatriz Irene (r. 780–802). Por conta disso, se revoltou e, após ter sido derrotado, desertou para o Califado Abássida onde foi reconhecido como imperador bizantino.

## Biografia

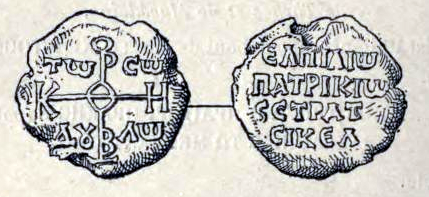
Selo de Elpídio

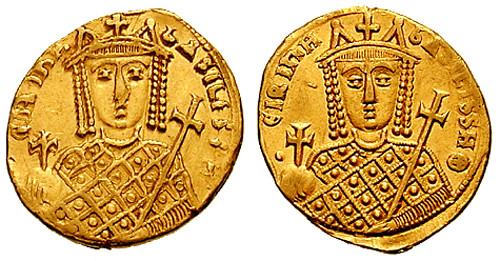
Soldo de Irene r.

Nada se sabe de Elpídio antes de fevereiro de 781, quando a imperatriz Irene (r. 780–802) nomeou-o como governador (espatário) do Tema da Sicília. Na época, já tinha a mais alta dignidade, a de patrício, e o cronista Teófanes, o Confessor simplesmente menciona que ele foi governador da Sicília no passado, seja sobre Leão IV, o Cazar (r. 775–780) ou, possivelmente, Constantino V (r. 741–775). Logo depois, porém, em 15 de abril, Irene foi informada de que ele apoiava uma conspiração descoberta no ano anterior para depô-la e substitui-la pelo césar Nicéforo, o filho mais velho vivo de Constantino, ao poder. Irene imediatamente despachou seu espatário Teófilo até a Sicília para trazer Elpídio de volta à Constantinopla. Mesmo tendo na capital a sua esposa e filhos, Elpídio se recusou e foi apoiado tanto pelo povo quanto pelo exército local. Não parece que Elpídio tenha se declarado explicitamente em revolta contra Irene, mas ela, mesmo assim, prendeu a esposa e os filhos de Elpídio, açoitando-os publicamente e os prendendo no pretório da capital.
No outono de 781 ou começo de 782, Irene enviou contra ele um grande frota sob um confiável eunuco cortesão, o patrício Teodoro. As próprias forças de Elpídio eram poucas, e depois de várias batalhas ele foi derrotado. Junto com seu tenente, o duque Nicéforo (provavelmente o comandante da Calábria), reuniu o que restou do tesouro temático e fugiu ao norte da África, onde as autoridades árabes receberam-o. Lá, proclamou-se imperador, uma reivindicação que foi formalmente — mas não muito seriamente — reconhecida pelo governo abássida. Sua vida depois disso é obscura, exceto por sua participação numa expedição de larga escala (relatadamente 40 000 homens) contra o Império Bizantino em 792 ou 794. Os abássidas provavelmente esperavam colocá-lo como imperador rival em ao menos parte da Ásia Menor, mas o exército invasor trombou com o início de um pesado inverno, com o qual perdeu muitos homens e foi forçado a se retirar. Segundo as fontes siríacas, ainda estava vivo em 802, quando Irene foi deposta por Nicéforo I, o Logóteta (r. 802–811). Quando soube do evento, diz-se que aconselhou Abedal Maleque ibne Sale, emir da Mesopotâmia, a "jogar fora sua seda e colocar sua armadura", pois Nicéforo poderia conduzir uma política mais agressiva contra os abássidas do que Irene.